# Loxxess
Die Loxxess AG (Eigenschreibweise LOXXESS) ist ein Logistikdienstleister mit Schwerpunkt auf komplexen Outsourcing-Projekten in Industrie und Handel. Das familiengeführte Unternehmen entwickelt maßgeschneiderte Logistik- & Fulfillment-Lösungen. Zu den Segmenten von Loxxess gehört neben Pharma/Healthcare auch Omnichannel/E-Commerce und Industry/Dedicated. Das mittelständische Unternehmen befindet sich zu 100 Prozent im Besitz der Familie Amberger. 

## Geschichte
Die Loxxess ging aus Gesellschaften der ehemaligen Material Depot Service Gesellschaft mbH (MDSG) mit Sitz in Bonn-Bad Godesberg hervor. Die MDSG war eine Gesellschaft in Besitz des Bundes, die gegründet wurde, um die ehemaligen Materialbestände der NVA zu lagern und bei der Verteilung von Transfergütern im Zuge der Deutschen Wiedervereinigung Konsolidierungs- und Dekonsolidierungsleistungen zu erbringen. 1994 wurde die Gesellschaft privatisiert und 1998 an die heutigen Gesellschafter verkauft. Die Jahre 1999 und 2000 wurden dazu genutzt, das Unternehmen zu restrukturieren und neue Geschäftsfelder zu erschließen. Im Jahr 2001 wurden die ehemaligen MDSG-Gesellschaften in Biebesheim am Rhein, Buchen, Kitzingen, Merkendorf und Lohfelden sowie die Schertler Eurologistik in Neuburg in die Loxxess AG eingebracht.
2005 begann die Internationalisierung der Loxxess AG. So wurde durch den Erwerb der polnischen Firma Transteam das Niederlassungsnetz in Warschau erweitert und durch den Neubau eines Logistikzentrums im tschechischen Bor eine Dependance in Tschechien eröffnet. In dem dortigen Logistikpark betreibt das Unternehmen inzwischen mehrere Läger für verschiedene Kunden.
2006 konnten zwölf Standorte der ABX Contract Logistics Deutschland GmbH übernommen werden, weil ABX Logistics sich aus Deutschland zurückzog. Dadurch gewann Loxxess Standorte in Hamburg, Berlin, Bremen, Hannover, Duisburg, Gladbeck, Köln, Mannheim, Homburg und München hinzu.
2009 erfolgte der Einstieg der Loxxess in die Medienlogistik durch den Erwerb der ehemaligen Premus Logistik, einer Tochter der Premiere Gruppe (heute Sky Deutschland).
2023 ist das Unternehmen an insgesamt 28 Standorten in Deutschland, Polen und Tschechien vertreten und bewirtschaftet etwa 400.000 Quadratmeter Lagerfläche, darunter befinden sich zwei vollautomatische Hochregallager.

## Unternehmensstruktur
Loxxess operiert als Holding für die Einzelgesellschaften, die jeweils in operativer Verantwortung für die erbrachten Leistungen stehen. Geleitet wird die AG durch ein mehrköpfiges Management-Team, das aus Geschäftsführern der Einzelgesellschaften besteht, als Geschäftsleitunggremium fungiert und dem Vorstand berichtet.
Loxxess ist spezialisiert auf sechs Branchen: Industrial + Chemical Services, Versandhandel + E-Commerce, Consumer Electronics + Media Products, Sports + Lifestyle, FMCG + Sensitive Goods und Pharma + Healthcare.
Im Jahr 2000 gründete Peter Amberger, der Gründer und heutige Aufsichtsratsvorsitzende von Loxxess, das auf Pharmalogistik spezialisierte Unternehmen Loxxess Pharma. Loxxess Pharma war ein Joint Venture, an dem neben Loxxess (34 %) die Aenova Holding GmbH (33 %) sowie der weltweite Pharmahändler Walgreens Boots Alliance (33 %) beteiligt waren. Seit Juli 2021 gehört das Unternehmen zu 100 % zur Loxxess. Loxxess Pharma bewirtschaftet Standorte in Gelting (15.000 m² Lagerfläche), Wolfratshausen (Hochregallager mit 30.000 Palettenplätzen und 10.000 m² Rampenlager) sowie in Neutraubling (30.000 m² Lagerfläche). Loxxess Pharma beschäftigt rund 180 Mitarbeiter, darunter drei approbierte und promovierte Apotheker/Apothekerinnen, um die geforderte Qualität im Pharmabereich sicherzustellen (2018) und erwirtschaftete im Jahr 2018 einen Umsatz von 45 Mio. Euro (Vorjahr: 26 Mio. Euro).